# Stazione di Castel d'Enna
La stazione di Castel d'Enna (in tedesco Schloss Enn) era una fermata ferroviaria posta lungo la linea Ora-Predazzo. Serviva l'omonimo castello, situato nel comune di Montagna.

## Storia
Fu chiusa prima del 10 gennaio 1963.

## Strutture e impianti
La fermata era composta e dal solo binario di circolazione.